# Kenenisa Bekele
Kenenisa Bekele (Bekoji, 1982. június 13. –) olimpiai és világbajnok etióp atléta, hosszútávfutó, 2004 és 2020 között 16 éven át volt az 5000 méteres síkfutás világcsúcstartója. A 10 000 méteres síkfutás jelenlegi világcsúcstartója. Ő a terepfutó-világbajnokságok történetének legsikeresebb sportolója, hatszoros bajnok a hosszútávon, négyszeres a rövidtávon.

## Életpályája
Kenenisa Bekele terepfutóként vált először ismertté, miután 2001-ben junior világbajnok lett, a felnőttek között pedig rövidtávon ezüstérmes. Az ezt követő terepfutó-világbajnokságokon egyeduralkodó volt, 2002 és 2006 között mind a hosszútávot, mind a rövidtávot megnyerte. A 2008-as világbajnokság óta ő a hosszútávú terepfutásban legtöbb bajnoki címet nyert futó, miután Edinburghban megszerezte hatodik világbajnoki címét, ezzel John Ngugi és Paul Tergat ötszörös győzteseket is megelőzte a rangsorban. Érdekesség, hogy ezen a versenyen Bekele a táv utolsó részét egy cipővel futotta le, miután a másikat elhagyta.
Síkfutásban a 2003-as világbajnokságon szerezte első bajnoki címét, az azóta megrendezett világbajnokságokon a 10 000 méteres szám egyeduralkodója.
Nős, felesége az etióp filmszínésznő, Danawit Gebregziabher. Öccse, Tariku Bekele szintén hosszútávfutó, a 2004-es junior világbajnokság bronzérmese 5000 méteren.

## Legjobb idők
| Táv         | Idő           | Hely      | Dátum                |
| ----------- | ------------- | --------- | -------------------- |
| 1500 méter  | 3:32,35       | Sanghaj   | 2007. szeptember 28. |
| 3000 méter  | 7:25,79       | Stockholm | 2007. augusztus 7.   |
| 5000 méter  | 12:37,35 (WR) | Hengelo   | 2004. május 31.      |
| 10000 méter | 26:17,53 (WR) | Brüsszel  | 2005. augusztus 26.  |